# Ana Toldo
Ana Luiza Amaral Toldo, född 10 december 1997, är en brasiliansk fäktare som tävlar i florett. Hennes äldre bror, Guilherme Toldo, är också en fäktare.

## Karriär
Vid panamerikanska juniormästerskapen 2016 tog Toldo guld tillsammans med Gabriela Cecchini, Mariana Pistoia och Nicole Camozzato i lagtävlingen i florett. Vid panamerikanska mästerskapen 2017 i Montréal tog hon brons tillsammans med Bia Bulcão, Gabriela Cecchini och Mariana Pistoia i lagtävlingen i florett. Vid panamerikanska mästerskapen 2018 i Havanna tog Toldo brons tillsammans med Bia Bulcão, Gabriela Cecchini och Mariana Pistoia i lagtävlingen i florett.
Vid panamerikanska mästerskapen 2024 i Lima tog Toldo brons tillsammans med Bia Bulcão och Mariana Pistoia i lagtävlingen i florett. Vid panamerikanska mästerskapen 2025 i Rio de Janeiro tog hon brons tillsammans med Gabriella Vianna, Bia Bulcão och Mariana Pistoia i lagtävlingen i florett.